# Panzerbrigade 102
De Duitse Panzerbrigade 102 was een Duitse Panzerbrigade van de Wehrmacht tijdens de Tweede Wereldoorlog. De brigade kwam alleen in actie rond Oost-Pruisen in de herfst van 1944.

## Krijgsgeschiedenis

### Oprichting
Panzerbrigade 102 werd opgericht eind juni 1943 in Denemarken in het gebied van de 233e Reserve Panzerdivisie.

### Inzet
Vanaf 31 juli volgde een verplaatsing naar Oefenterrein Fallingbostel bij Bergen. Hier kreeg de brigade slechts 14 dagen om te trainen. De voorziene Jagdpanzer IV compagnie kwam niet aan. Medio augustus volgde al de verplaatsing naar het Oostfront, via Berlijn naar Preußisch Eylau in Oost-Pruisen en kwam hier 20 augustus aan. Meteen werden in dit gebied langs de Narew verdedigende acties en tegenaanvallen uitgevoerd op de Sovjet troepen die westwaarts oprukten. Die tot 4 september duurden. Op 9 september viel de brigade het Sovjet bruggenhoofd bij Sieluń aan de Narew aan, en kon dit na enkele dagen harde gevechten vernietigen. Na enkele dagen rust, hielp de brigade de 25e Panzerdivisie bij Mlawa met zijn tegenaanvallen tegen doorgebroken Sovjet-troepen. Daarna per trein naar het gebied Gołdap verplaatst en hier ter ondersteuning van de 561e Volksgrenadierdivisie ingezet. Harde defensieve gevechten volgden rond Trakehnen tot eind oktober. Begin november volgde verdediging aan het Roβback-kanaal en tot 7 november rond Gumbinnen. Vervolgens een trein-verplaatsing naar de 28e Jägerdivisie bij Kolno om daar de verdediging te ondersteunen. Eind november werd de brigade reserve bij het 4e Leger. Daarna volgde trein-transport naar Oefenterrein Arys.

### Einde
De troepen van Panzerbrigade 102 werd op Oefenterrein Arys in de daar opfrissende 7e Pantserdivisie ingevoegd. De brigade beschikte op dat moment nog over 9 PzKw V Panther, 2 Flakpanzer Möbelwagen en 69 Sd.Kfz. 251. Staf en Pz.Abt. gingen naar Neuruppin en werden daar op 27 november opgeheven.

### Slagorde
- Panzerabteilung 2102 met 3 compagnieën (3 Panther tank compagnieën (40 stuks))
- Panzergrenadierbataljon 2102 met 5 compagnieën
- Brigade-eenheden met nummer 2102

## Commandanten
| Rang   | Naam               | Begin | Eind             |
| ------ | ------------------ | ----- | ---------------- |
| Oberst | Hermann Zimmermann | 1944  | 1944             |
| Major  | Prugger            | 1944  | 1944             |
| Major  | Curt Ehle          | 1944  | 27 november 1944 |